# قدم زدن در مصر
قدم زدن در مصر (به انگلیسی: Walking Across Egypt) یک فیلم سینمایی آمریکایی در ژانر داستان بلوغ و کمدی-درام محصول سال ۱۹۹۹ میلادی به کارگردانی آرتور آلن است.
بازیگران اصلی این فیلم الن برستین، جاناتان تیلور توماس، مارک هامیل، گیل اوگریدی، جاجرینهولد و پت کورلی می‌باشند.